# 2010年太平洋颱風季
| 太平洋颱風季             |
| 主題頁 - 專題 - 編輯指南 |

2010年太平洋颱風季泛指在2010年全年內的任何時間，於赤道以北及國際換日線以西的太平洋水域，以及南中國海所產生的熱帶氣旋。雖然有關方面並沒有設下本颱風季的指定期限，但大部份於西北太平洋的熱帶氣旋通常都會於五月至十二月期間形成，而本年的第一個熱帶風暴則於三月形成，唯颱風活躍季於七月頭則尚未開始。而第一個被命名的風暴熱帶風暴奧麥斯則在3月24日被日本氣象廳升為熱帶風暴。值得一提的是，本年是日本氣象廳有紀錄而來最少命名風暴的一年。
本條目的範圍僅侷限於赤道以北及國際換日線以西的太平洋及南海的水域。於赤道以北及國際換日線以東的太平洋水域產生的風暴則被稱為颶風，並被列入2010年太平洋颶風季。在西太平洋產生的熱帶風暴是由日本東京颱風中心命名，國際編號為10xx，而美國聯合颱風警報中心會把在該地區的熱帶低氣壓的編號以W字母作結。而凡進入或產生於菲律賓風暴責任範圍以內的熱帶低氣壓，菲律賓大氣地理天文部門（PAGASA）都會為它們訂立一個菲律賓名稱，作當地警報用途；因此同一個風暴有時候會有兩個不同的名稱。
以下各熱帶氣旋資訊以熱帶氣旋存在期間的最強形態為準。

## 颱風季預測
菲律賓大氣地球物理和天文服務管理局於1月7日預計，會有19個熱帶氣旋進入該國的颱風範圍，而香港天文台於3月24日預計，會有6個或以下的熱帶氣旋進入香港500公里範圍內。

## 已被國際命名的熱帶氣旋

### 熱帶風暴奧麥斯（Omais）
PAGASA:Agaton
最初為熱帶擾動，於3月17日在北緯4度，東經149度附近形成， 其北面的副熱帶高壓脊帶領著它向西北偏西移動。該熱帶擾動在大致良好的環境下於3月22日增強為一熱帶低氣壓，初時其對流旺盛，集中其中心北部。 該熱帶低氣壓亦3月24日晚間增強為熱帶風暴，並被命名為奧麥斯。此時，奧麥斯亦已達到其強度顛峰，其中心附近最高持續風速達到每小時65公里。
奧麥斯北面的副熱帶高壓脊於3月25日減弱東退，令奧麥斯轉向東北移動，而奧麥斯亦受北面強風切及低水溫的海域影響減弱。它於3月26日減弱為熱帶低氣壓，隨後漸漸消散。

### 颱風康森（Conson）
PAGASA: Basyang
一熱帶擾動於2010年7月9日形成，它初時受一副熱帶高壓脊引導，大約以時速 20 公里或以上大致向西移動，趨向呂宋。該擾動逐漸發展起來，它於7月11日增強為熱帶低氣壓。它於7月12日上午增強為一熱帶風暴，該熱帶風暴被日本氣象廳命名為「康森」。康森於下午進一步增強為強烈熱帶風暴，7月13日上午更增強為颱風。隨着康森接近陸地，當晚它已減弱為一強烈熱帶風暴。康森於7月14日橫過呂宋，強度進一步下降。康森橫過呂宋後進入南中國海，並轉向西北偏西移動，且減慢移速，下午它減弱為一熱帶風暴。7月15日上午，康森重新增強為強烈熱帶風暴，並於當日下午增強為颱風，其強度於7月16日達到顛峰，中心持續風力達每小時 130 公里。康森於7月16日晚間在海南三亞附近登陸，並橫過海南島西南部及轉向西北移動。康森橫過海南島後稍為減弱，但仍維持颱風強度，並於凌晨進入北部灣。隨着康森靠近越南，它於下午減弱為強烈熱帶風暴，晚上減弱為一熱帶風暴並登陸越南北部。康森於7月18日迅速減弱為熱帶低氣壓，並於日間逐漸消散。

### 颱風燦都（Chanthu）
PAGASA:Caloy
燦都於7月18日上午在呂宋以東近岸海域發展為熱帶低氣壓，它當日發展緩慢，大致維持強度。04W於接近午夜時進入南海。燦都於7月19日晚間增強為熱帶風暴，並被命名為燦都。燦都於7月20日轉向西北方向移動，橫過南海北部。由於燦都正在整合組織，因此晚間採取偏西路徑，而移速亦稍為減慢。燦都於7月21日上午在香港以南約430公里處幾乎停留不動，並繼續增強，燦都於當天下午開始向西北偏北移動，與燦都相關的強風及雨帶於當日影響廣東沿岸。燦都在7月22日凌晨進一步增強為颱風，繼續靠近廣東西部沿岸，並形成風眼。燦都強度在7月22日中午達到顛峰，此時燦都之中心持續風力已上升至每小時130公里。燦都於下午1時45分在廣東省吳川市沿海登陸，它於傍晚減弱為強烈熱帶風暴。隨後繼續以西北偏西橫過廣東西部，晚間抵達廣西。燦都於7月23日清晨進一步減弱為熱帶風暴，並於下午減弱為熱帶低氣壓，最後於7月24日凌晨減弱為低壓區。

### 強烈熱帶風暴電母（Dianmu）
PAGASA:Ester
最初為熱帶擾動96W，於8月2日在北緯8度，東經136度附近形成，它初時在北面的副熱帶高壓脊所帶來的偏東氣流引導下向西北移動。在一般的大氣環境下，它初時缺乏組織，發展緩慢。經過數天緩慢發展，它於8月6日在季風槽內增強為熱帶低氣壓。
該熱帶低氣壓在良好的環境下逐漸增強，於8月8日增強為熱帶風暴，並被日本氣象廳命名為電母。電母受東面的副熱帶高壓脊所帶來的偏南氣流引導下轉向北移動。此時電母仍然處於季風槽內，對流旺盛，螺旋性頗佳，但集中於東部，低層環流中心部分外露。電母在8月9日中午增強為一強烈熱帶風暴，其組織於下午進一步鞏固，低層環流中心切入對流下發展，亦開始發展風眼。電母之強度於8月10日達到顛峰，其中心附近最高持續風速達每小時95公里，瞬間最大陣風達每小時130公里。
電母於8月10日晚間移至副熱帶高壓脊的西北面，轉向東北移動，在濟州島以西20公里掠過，並於翌日早上在朝鮮半島南部掠過。此時，電母受較強的垂直風切變及韓國地形影響開始減弱，對流開始消散並向東面切離，低層環流中心外露。電母於中午正面吹襲釜山，在其西北之15公里處掠過。其後電母於當日下午進入日本海。受到低水溫及較強的垂直風切變影響，電母於8月12日凌晨減弱為一熱帶風暴，當日下午它橫過日本，最後於翌日凌晨變為一溫帶氣旋。

### 熱帶風暴蒲公英（Mindulle）
早於8月17日，一個廣闊低壓區於菲律賓呂宋東北面形成，當時此低壓區由於一直受西太平洋和中國東南部的高壓脊影響而一直在呂宋海峽停留不動。在8月18日，中國東南部的高壓區出現弱勢，中國華南地區開始出現驟雨天氣，令它開始採取一個偏西的方面移動，但當時也同時受南海北部一個較強的的垂直風切變影響而一直未見有轉化為熱帶氣旋的跡象。但此低壓區並未有因為而消散，反而其暴風圈繼續擴大。其後在8月20日，影響南海北部的垂直風切變開始呈現弱勢，令此低壓區進入南海後被日本氣象廳為此低壓區定為一熱帶擾動。並於8月21日午夜12時被日本氣象廳升格為熱帶低氣壓，當時它已經移至南海北部，約東沙群島一帶。
8月22日上午8時，香港天文台也為此低壓區升格為一熱帶低氣壓，當時它已經在香港以南約670公里，也就是進入香港800公里範圍內。但由於此熱帶低氣壓的強度相當弱，而其暴風圈只集中在南海中部，未為香港帶來即時的惡劣天氣，只是香港南部水域有輕微湧浪，故未有令香港天文台發出一號戒備信號。
而美國聯合颱風警報中心於8月22日下午時分才為此熱帶氣旋定格為一熱帶低氣壓，為該局在西太平洋發出之第6個熱帶氣旋警告（06W）。
蒲公英於8月23日上午增強為熱帶風暴，預計大致移向北部灣，同日晚間香港天文台及中國中央氣象台把蒲公英升格為強烈熱帶風暴。8月24日，聯合颱風警報中心為它發出最後警告。8月25日上午，香港天文台及日本氣象廳均先後降格它為熱帶低氣壓及低壓區。

### 強烈熱帶風暴獅子山（Lionrock）
PAGASA:Florita
8月23日，西北太平洋上空的副熱帶高壓呈減弱和東退的現象，不久位於台灣東面海域和呂宋西面海域同時有兩個低壓區形成。及後，位於台灣東面海域的那一個低壓區於8月25日下午發展成熱帶擾動，並於8月26日被日本氣象廳升格為熱帶低氣壓。8月27日，此低壓區也被日本氣象廳升格為熱帶低氣壓，而不久該熱帶低氣壓又被聯合颱風警報中心和菲律賓氣象局承認升格，發出了熱帶氣旋生成預警。初時移動緩慢，直至8月29日才獲日本氣象廳升格為熱帶風暴，及命名為獅子山。但是，獅子山受到華中至西南地區的微弱冷空氣影響之下，華南沿岸一帶也轉吹偏北風，部份內陸地區氣溫也有下降。在8月30日，在台灣以北的東海海域有一熱帶氣旋發展，其後更增強至熱帶風暴（南川）。由於兩股熱帶氣旋相隔太近，出現了強烈的藤原效應。以上種種原因都是獅子山的移動速度不穩定和沒有明顯增強的原因。
8月29日至8月31日期間，獅子山在南海北部幾乎停留不動。在9月1日，獅子山開始稍為加速向東移動，為台灣南部帶來大雨。但自獅子山吸收了南川的殘餘雨帶後，轉為向西加快移動，並在福建南部登陸，隨即減弱為熱帶風暴。9月3日上午2時，獅子山在粵東減弱為熱帶低氣壓。同日下午4時40分，獅子山進入珠江三角洲西北部內陸，日本氣象廳為其發出最後警告。

### 颱風圓規（Kompasu）
PAGASA:Glenda
早於8月26日，一個低壓區在雅蒲島以東約305公里的太平洋海面形成，並且在形成之初就有了熱帶氣旋的雛形，但由於受到當地較強的垂直風切變影響而一直未見有形成熱帶氣旋的跡象。8月27日，這個低壓區開始向西北方向移動，並橫過關島。在關島西北約370公里處，此低壓區已經進入了垂直風切變微弱的水面上，而其東緣雲帶發展成熱帶對流高層槽。就在同一天，日本氣象廳為此低壓區升格為熱帶低氣壓。8月29日午夜時分，美國聯合颱風警報中心為該熱帶低氣壓發出了熱帶氣旋生成預警，但當時尚未為其定位為一熱帶氣旋；直至早上，聯合颱風警報中心直接為此熱帶低氣壓「越級」升格至熱帶風暴。

### 熱帶風暴南川（Namthuen）
8月27日，一個比較廣闊的雲團在台灣東面海域形成。在8月28日隨即發展成一低壓區，並在同日18時在日本八重山群島一帶被日本氣象廳升格為熱帶低氣壓。香港天文台則於8月30日才升格。由於09W兩側都有熱帶氣旋發展，而西北太平洋的颱風圓規的強度就相對較強，所以09W採取一個偏西南方面移動，進入台灣海峽。此熱低壓在台灣東邊徘徊已久，30日當天造成台灣北部尤其台北地區強烈降雨，台灣中央氣象局卻只能發佈熱帶低壓特報因應。09W的強度一直沒有受到日本氣象廳的重視，直到晚上8時，09W突然增強為熱帶風暴，因此為其命名「南川」。但由於南海東北部又有熱帶風暴獅子山的發展，兩者相碰之下，使南川難以增強。在8月31日傍晚時份在台灣海峽北面減弱為熱帶低氣壓，之後南川繼續採取西南方向的移動路徑，並在福建省南部沿海掠過，期間強度繼續減弱，最後於泉州市惠安縣沿岸一帶變為一個低壓區。由於受藤原效應影響，南川減弱為低壓區後，其殘餘雨雲帶很快就被獅子山吸收了，間接令獅子山的暴風圈擴闊，也令獅子山的強度有一定程度的增強。

### 強烈熱帶風暴瑪瑙（Malou）
PAGASA:Henry
9月2日，位於關島西北方的熱帶低氣壓在清晨時增強為熱帶風暴，已時速15公里的速度朝西北偏西轉北的方向行徑，與先前的颱風圓規路徑相同，之後外圍雲系及暴風圈先影響日本琉球及中國沿海一帶，尤其是上海，最後朝韓國和日本而去。

### 強烈熱帶風暴莫蘭蒂（Meranti）
9月6日，一個廣闊雲帶在台北之東南約330公里的海域形成，同日JMA把它升為熱帶低氣壓。初時其結構比較散漫，但由於該地水溫和垂直風切變微弱，能組織成為熱帶氣旋的機會較高。其後該熱帶低氣壓橫過台灣南部後，其暴風圈結構開始變得完整。並可能受西北太平洋的副熱帶高壓西移的影響而向西南移動，移近南海北部。9月8日早上時份，聯合颱風警報中心才為此升格為熱帶低氣壓，同日晚間更把其升格為熱帶風暴，再在其後更升格其為颱風；而香港天文台在莫蘭蒂登陸前把其增強為強烈熱帶風暴，但日本氣象廳就沒有為其升格。
其後，於日本氣象廳發佈的最佳路徑中，日本氣象廳將莫蘭蒂的風速上調至55節，氣壓下調至985hPa，並且認為其有達到強烈熱帶風暴的等級。

### 颱風凡亞比（Fanapi）
PAGASA:Inday
早於9月14日，熱帶擾動94W在呂宋海峽以東的太平洋形成，日本氣象廳在同日中午12時把它升為熱帶低氣壓。不久美國聯合颱風警報中心也把此熱帶擾動升格為熱帶低氣壓。
在9月18日10時，香港天文台升格「凡亞比」為強颱風。在下午4時，強颱風凡亞比集結在台北之東南偏東約380公里，預料向西移動，時速約16公里，移向台灣。16時，中央氣象台升格為超強颱風（台灣中央氣象局及香港天文台皆未承認）。9月20日下午四時香港天文台為其發出 三號強風信號。凡亞比採西偏南路徑於台灣花蓮縣豐濱鄉登陸，由台南市七股區附近出海進入台灣海峽後，重整組織，但僅大致維持颱風強度（33m/s，大約120km/h），進入福建南部後，在廣東減弱為熱帶風暴並於廣西附近減弱為熱帶低氣壓，並在粵桂邊界附近慢慢消散，為台灣高雄及中國閩粵一帶帶來嚴重災情。
其後，於日本氣象廳發佈的最佳路徑中，日本氣象廳將凡亞比的氣壓下調至930hPa。

### 颱風馬勒卡（Malakas）
在9月20日，聯合颱風警報中心報告有一個熱帶低氣壓生成，隨後給予編號13W 。
之後其強度逐漸增強，甚至出現風眼，但由於其北上至較高緯度，於9月25日18時50分，馬勒卡在日本本州東方海面一帶轉化為一溫帶氣旋，日本氣象廳隨即為其發出最後警告，而聯合颱風警報中心也在9月26日中午為其發出最後警告。
其後，於日本氣象廳發佈的最佳路徑中，日本氣象廳將馬勒卡的風速上調至85節，氣壓下調至945hPa。而在香港天文台所發佈的最佳路徑中，香港天文台把馬勒卡的風速上調為155km/h，並且認為其達到強颱風的等級。

### 颱風鮎魚 （Megi）
PAGASA:Juan
10月11日，熱帶擾動90W於關島西南處水域形成。翌日12時被日本氣象廳升格為熱帶低氣壓。10月12日聯合颱風警報中心也為90W升格為熱帶低氣壓，為其本年記錄第15個於西太平洋生成的熱帶氣旋（15W）。同日下午，JTWC為15W升格為熱帶風暴，而JMA也於晚間為15W升格為熱帶風暴，並命名“鮎魚”。15日下午被香港天文台升格為一股颱風。16日晚上升格為強颱風。17日日出前香港天文台升格為超強颱風。
在10月18日上午6時，JTWC給予1分鐘平均風速為160海浬/小時、CWB資訊為十分鐘平均風速65公尺每秒，氣壓895hPa、JMA給予10分鐘平均風速為125海浬/小時，氣壓885hPa、CMA給予2分鐘平均風速為72米/秒，氣壓895hPa。
日本氣象廳表示鮎魚10分鐘平均風速125海浬/小時和颱風中心氣壓885hPa(18日08:00TST)，成為自1982年8月的颱風貝絲(Bess)颱風和1984年10月的颱風范妮莎(Vanessa)颱風以來，西北太平洋地區風速最高氣壓最低的颱風。
10月18日上午11時，鮎魚登陸菲律賓呂宋島東北部，對當地造成重大破壞，其風眼甚至在登陸後亦未立即消失，足見其威力驚人。
10月19日，鮎魚離開菲律賓，進入南中國海，不久後重新增強為三級颱風。但香港天文臺將鮎魚降格為強颱風。進入南海後鮎魚先向西推進，之後轉向北或西北偏北移動。10月23日鮎魚於13:10登陸福建南部。10月23日被日本氣象廳降格為強烈熱帶風暴，CWB並在24日2時降格為熱帶性低氣壓，聯合颱風警報中心亦於10月23日9時 (UTC)發出最後警告，在24日已於中國福建省漳州市消散。
其後，於香港天文台所發佈的最佳路徑中，香港天文台把鮎魚的風速上調為270km/h。

### 颱風暹芭（Chaba）
PAGASA:Katring
10月20日日本氣象廳報告一熱帶低氣壓生成。對流旺盛，北部對流增強，低層環流中心切入對流發展。系統直徑約800公里，是一個中型熱帶氣旋。系統身處的地區垂直風切變微弱至中等，高空輻散良好，海水溫度約攝氏28度。系統於二天後受到較低水溫影響將開始減弱，溫帶氣旋轉化開始。
其後，於日本氣象廳發佈的最佳路徑中，日本氣象廳將暹芭的風速上調至95節，氣壓下調至930hPa。而在香港天文台所發佈的最佳路徑中，香港天文台把暹芭的風速上調為175km/h。

## 未被國際命名的熱帶氣旋
除了被日本氣象廳命名的熱帶氣旋外，還有一些沒被命名的熱帶低氣壓和被聯合颱風警報中心認為是熱帶風暴的熱帶氣旋。以下列出那些熱帶氣旋的資料。

### 熱帶低氣壓 01W
於1月18日的早上，日本氣象廳表示有一熱帶低氣壓於汶萊首都斯里巴加灣市西北約320公里之南中國海上形成，而联合台风警报中心則在同日把熱帶擾動93W評定為POOR。联合台风警报中心於1月19日将93W升格为熱帶低氣壓，並在一日後登陆越南南部后消散。

### 熱帶低氣壓
日本氣象廳於2010年4月26日下午七時半把菲律宾南部的熱帶擾動升格為熱帶低氣壓。聯合颱風警報中心於2010年4月27日晚對其發佈了熱帶氣旋形成警報，一個熱帶低壓系統正在形成。
2010年4月27日日本气象厅为这个热带低气压最后報告，此時該熱帶低氣壓已經在呂宋以東減弱為一低壓區。
早於2010年5月末，在華南沿岸已經有兩個低壓區的形成，其後不久再受到華中的冷空氣影響下成為一個帶鋒面性的低壓槽。於6月2日，日本氣象廳發現於低壓槽西緣的低壓區，即在中國海南島內陸產生了熱帶擾動，並在翌日為此熱帶擾動升格為熱帶低氣壓。在初期的預計下，此熱帶低氣壓會受華南沿岸微弱的冷空氣支配下，會平穩向東移動。在稍後時間，此熱帶低氣壓在菲律賓呂宋西北海面一帶，雖然有所增強，但受華南沿岸一帶的低壓槽和冷空氣共同影響下，風力強度上一直被受克制。6月6日，華南沿岸的低壓槽已減弱，此熱帶低氣壓也隨之消散，日本氣象廳為它發出最後警告。
日本氣象廳於2010年7月18日下午七時半把熱帶擾動97W升格為熱帶低氣壓。聯合颱風警報中心於2010年7月19日晚對其發佈了TCFA，一個熱帶低壓系統正在形成。
97W於7月19日晚間增強為一熱帶低氣壓。該熱帶低氣壓初時在副熱帶高壓脊之西南部向西北偏北移動，橫過東海。熱帶低氣壓於7月20日上午達到其強度顛峰，中心最高持續風速達到每小時45公里。隨著該熱帶低氣壓北移至海溫較低之海域並受到長江流域的低壓槽干擾下，它於當晚在浙江舟山群島一帶減弱為一低壓區及消散，其相關殘餘進入該低壓槽，為長江下游地區帶來暴雨。
該熱帶低氣壓短短數天的生命，雖然與南海北部的熱帶氣旋燦都的距離頗近，但由於熱帶低氣壓的環流細小，未有與燦都發生藤原效應，無論路徑和強度兩者均無相互影響。而燦都之所以在南海北部的移動緩慢和稍為飄忽路徑登陸，只是受日本南部的西太平洋和泰國灣南部兩方的高壓脊影響所致，而非與此熱帶低氣壓有關。
早於7月23日，一熱帶擾動於台灣以東約140公里的太平洋海面形成。其後日本氣象廳已於7月24日上午11時30分把熱帶擾動90W升格為熱帶低氣壓。但由於此熱帶氣旋形成初期的每小時持續風速只達35公里的清勁程度，未達到每小時持續風速42公里的強風最低要求，極其量只能稱之作「熱帶擾動」。另外，此熱帶氣旋是在副熱帶高壓發展的情況下形成，亦距離陸地太近的地方形成此熱帶氣旋，加上發展地處接近中緯度地區，能發展成熱帶風暴的空間太少，所以一直未有任何氣象局承認此熱帶氣旋，只稱其為一低壓區。
7月24日，此熱帶低氣壓於下午已於台灣宜蘭縣蘇澳鎮登陸，雨帶更橫過台灣全島，為台灣帶來大雨。但由於此熱帶低氣壓橫過台灣山脈後，有關雲團已被破壞，故只維持僅僅數小時的時間，就在台灣海峽消散。雖然此熱帶低氣壓已消散，但有關雨帶仍於7月25日向南北擴散，為台灣、琉球群島和呂宋東北部一帶帶來驟雨。
台灣稱這個熱帶低氣壓為西南氣流。
就在早前影響台灣的一熱帶低氣壓進入福建一帶的低壓槽不久，7月26日，一個新的熱帶擾動於中國上海市東南面水域（即中國浙江省溫州市蒼南縣龍港鎮東部水域）約400公里的東海海面形成。同日日本氣象廳已於下午時分把此熱帶擾動升格為熱帶低氣壓。但由於此熱帶氣旋形成的位置相當接近西風帶，發展空間很少，而且本身甚少有熱帶氣旋在該區發展。另外，此熱帶氣旋受中國東南部和西太平洋的兩股強大的副熱帶高壓發展的情況下形成，所以一直未有任何氣象局承認此熱帶氣旋，只稱其為一低壓區。
7月28日，此熱帶低氣壓向北移動，但由於雨帶範圍不廣，未為上海和浙江一帶帶來大雨。但由於此熱帶低氣壓橫過西風帶後，有關雲團已被破壞，故不久就在上海東南部約120公里的東海水域減為一低壓區。雖然此熱帶低氣壓名義上已消散，但有關的不穩定天氣仍向北擴散，為大韓民國南部一帶帶來大雨。

### 熱帶風暴
PAGASA:Domeng
2010年8月3日，在菲律宾的东北部水域的120公里有热带风暴生成，菲律宾气象局把它命名为Domeng，另外在台湾东南部有热带低气压生成，此热带风暴由西南季风生成，所以這热带风暴发展空间很少，一直未有任何气象局认为這是热带低气压。此热带风暴往西北方向移动，但由于雨带范围不大，生成两天就消散，给菲律宾带来降雨。此热带风暴穿越西风带后，慢慢的消散，被台湾东南部的热带低气压吸引，所以菲律宾气象局给Domeng发出最后警告。

### 熱帶低氣壓
8月23日，西北太平洋上空的副熱帶高壓呈減弱和東退的現象，不久位於台灣東面海域和呂宋西面海域同時有兩個低壓區形成。及後，位於台灣東面海域的那一個低壓區於8月25日下午發展成熱帶擾動，並於8月26日首先被日本氣象廳升格為熱帶低氣壓，預料受日本上空的副熱帶高壓影響下，會穩定向北移動，橫過東海。
8月28日早上，此熱帶低氣壓已經進入黃海，並繼續向北或東北移動，在下午時分再在朝鮮半島西岸掠過並進入中國遼寧省丹東市振興區安民鎮一帶，為中國東北地區和北韓一帶帶來大雨至暴雨。同日，日本氣象廳為其發出最後警告。
早於8月28日，熱帶擾動93C在中太平洋形成，並在8月29日進入西北太平洋，JMA把它升為熱帶低氣壓。雖然此熱帶低氣壓在日本很快把其定位，但同時因為此熱帶低氣壓處於赤道無風帶和副熱帶高壓之間的氣候區相當狹窄，在沒有充足的發展範圍下，在西太平洋海面上消散。
9月29日，日本氣象廳報導，一個熱帶低氣壓已形成了在中太平洋在檀香山西南約2500公里。在接下來的一天，日本氣象廳發布了最後警告，因為它9月30日消散在西太平洋。

### 熱帶低氣壓14W
該熱帶性低壓於10/5生成後登陸海南島結構遭到破壞，10/6美國聯合颱風警報中心對14w發出最後警告。
由於14W強度及組織偏弱，中心不易定位，各國氣象局皆未承認美國聯合颱風警報中心14W登陸海南島的說法，皆預測將在北部灣附近減弱為一低壓區。但是，日本氣象廳及中華民國交通部中央氣象局(即CWB)10/6後仍然視14W為一熱帶低氣壓，滯留於海南島附近，並預計其中心會南移(CWB認為會在海南島陸地或北部灣消散)，橫過三亞，再在附近增強為熱帶風暴，但此熱帶性地氣壓受冷空氣影響與廣東陸地影響，結構轉弱，在廣東陸地快速消散。

### 熱帶低氣壓
在10月18日早段時間，日本氣象廳報告於12°N 172°W / 12°N 172°W有一熱帶低氣壓生成，同日該熱帶低氣壓被降格為低壓區。

### 熱帶低氣壓 17W
2010年10月22日 01:20 (UTC)日本氣象廳停止對此熱帶低氣壓作出更新，聯合颱風警報中心則於10月23日15時 (UTC)發出最後警告。

### 熱帶低氣壓賈爾（Jal）
在10月31日，泰國和馬來西亞氣象部皆表示熱帶擾動99W發展為熱帶低氣壓，並在11月1日離開太平洋，並進入北印度洋，其後增強為強烈氣旋風暴。

### 熱帶低氣壓
在2010年11月1日，一個低壓區在南中國海形成。2010年11月2日，它已發展為一個熱帶擾動。第二天，日本氣象廳說它發展為熱帶低氣壓。 11月4日，JTWC為它發出熱帶氣旋形成警報，但不久後取消，原因是它進入了強烈垂直風切變的區域。11月5日日本氣象廳發出最後警報。

### 熱帶低氣壓 18W
聯合颱風警報中心給予臨時編號18W。
18W對流鬆散，部分向東北切離，低層環流中心部分外露。
在11月14日上午2時，熱帶低氣壓18W位置在北緯14.5度，東經109.7度附近，並於同日早上在越南中部登陸。

### 熱帶低氣壓 19W
位於南海中部的熱帶擾動，晚間稍稍增強為熱帶低氣壓，聯合颱風警報中心給予臨時編號19W。
在晚上8時，熱帶低氣壓19W位置在北緯10.3度，東經109.7度附近，預料向西北偏西移動，時速約12公里。
19W對流大致消散，亦較鬆散，低層環流中心接近完全外露。
系統身處的地區垂直風切變微弱，南部較強，高空輻散良好，海水溫度約攝氏27度。
19W身處大氣環境一般，海水溫度亦僅僅足夠生存。
19W接近越南南部或中部，受地形影響減弱。

### 熱帶低氣壓奧梅卡（Omeka）
在2010年12月17日，一個溫帶氣旋正漸漸向西南移。第二天，美國中太平洋颶風中心(CPHC)發現它轉性為副熱帶氣旋。稍後越過國際日期變更線。晚上，它漸漸發展暖心，日本氣象廳升格為熱帶低氣壓，JTWC也升格為熱帶風暴。 不久，這個熱帶低氣壓越過國際日期變更線，返回中太平洋。日本氣象廳為它發出最後警報。

## 熱帶氣旋名單
西北太平洋的熱帶氣旋是由日本氣象廳東京颱風中心命名。當該熱帶氣旋被日本氣象廳升格了為熱帶風暴後，就會使用下列名單中的名字。名字是根據以下名單而定，不按年度劃分。風暴名字是由世界氣象組織颱風小組的成員提供，14個成員國和地區各自提交10個名稱，並以該國英文名稱按字母順序排列。在2010年使用的名字清單中，各國氣象台暫時還未提供任何名字更改。2009年使用過的與本年未用名稱以灰色表示，黑體字表示今年已經使用過。
| 提供國家／地區 | 名稱   | 名稱   | 名稱   | 名稱        | 名稱   |
| -------------- | ------ | ------ | ------ | ----------- | ------ |
| 柬埔寨         | 達維   | 康妮   | 娜基莉 | 科羅旺      | 莎莉嘉 |
| 中國           | 海葵   | 玉兔   | 風神   | 杜鵑        | 海馬   |
| 北韓           | 鴻雁   | 桃芝   | 海鷗   | 彩虹        | 米雷   |
| 香港           | 啟德   | 萬宜   | 鳳凰   | 彩雲        | 馬鞍   |
| 日本           | 天秤   | 天兔   | 北冕   | 巨爵        | 蠍虎   |
| 老撾           | 布拉萬 | 帕布   | 巴蓬   | 薔琵        | 洛坦   |
| 澳門           | 三巴   | 蝴蝶   | 黃蜂   | 烟花        | 梅花   |
| 馬來西亞       | 杰拉華 | 聖帕   | 鸚鵡   | 茉莉        | 苗柏   |
| 密克羅尼西亞   | 艾雲尼 | 菲特   | 森垃克 | 尼伯特      | 南瑪都 |
| 菲律賓         | 馬力斯 | 丹娜絲 | 黑格比 | 盧碧        | 塔拉斯 |
| 南韓           | 格美   | 百合   | 薔薇   | 銀河        | 奧鹿   |
| 泰國           | 派比安 | 韋帕   | 米克拉 | 妮妲        | 玫瑰   |
| 美國           | 瑪莉亞 | 范斯高 | 海高斯 | 奧麥斯 1001 | 洛克   |
| 越南           | 山神   | 利奇馬 | 巴威   | 康森 1002   | 桑卡   |
| 柬埔寨         | 寶霞   | 羅莎   | 美莎克 | 燦都 1003   | 納沙   |
| 中國           | 悟空   | 海燕   | 海神   | 電母 1004   | 海棠   |
| 北韓           | 清松   | 楊柳   | 紅霞   | 蒲公英 1005 | 尼格   |
| 香港           | 珊珊   | 玲玲   | 白海豚 | 獅子山 1006 | 榕樹   |
| 日本           | 摩羯   | 劍魚   | 鯨魚   | 圓規 1007   | 天鷹   |
| 老撾           | 麗琵   | 法茜   | 燦鴻   | 南川 1008   | 帕卡   |
| 澳門           | 貝碧嘉 | 琵琶   | 蓮花   | 瑪瑙 1009   | 珊瑚   |
| 馬來西亞       | 溫比亞 | 塔巴   | 浪卡   | 莫蘭蒂 1010 | 瑪娃   |
| 密克羅尼西亞   | 蘇力   | 米娜   | 蘇迪羅 | 凡亞比 1011 | 古超   |
| 菲律賓         | 西馬侖 | 海貝思 | 莫拉菲 | 馬勒卡 1012 | 泰利   |
| 南韓           | 飛燕   | 浣熊   | 天鵝   | 鮎魚 1013   | 杜蘇芮 |
| 泰國           | 山竹   | 威馬遜 | 閃電   | 暹芭 1014   | 卡努   |
| 美國           | 尤特   | 麥德姆 | 艾濤   | 艾利        | 韋森特 |
| 越南           | 潭美   | 夏浪   | 環高   | 桑達        | 蘇拉   |

### 菲律賓熱帶氣旋命名法
菲律賓大氣地理天文部門 (PAGASA) 使用自己一套命名法，作於該國風暴責任範圍內的熱帶氣旋命名之用。與日本氣象廳不同，只要該熱帶氣旋會很間接地吹襲菲律賓或會影響周邊國家的話（不論強度高低），就會使用以下之熱帶氣旋名字。名單每四年循環再用，因此本年名單與2006年太平洋颱風季的名單相同，官方暫時未公佈名稱更換。本年未用名稱以灰色字表示，黑體字表示今年已經使用過。
| - Agaton 1001 - Basyang 1002 - Caloy 1003 - Domeng - Ester 1004 - Florita 1006 - Glenda 1007 | - Henry 1009 - Inday 1011 - Juan 1013 - Katring 1014 - Luis（未用） - Milenyo（未用） - Neneng（未用） | - Ompong（未用） - Paeng（未用） - Queenie（未用） - Reming（未用） - Seniang（未用） - Tomas（未用） - Usman（未用） | - Venus（未用） - Waldo（未用） - Yayang（未用） - Zeny（未用） - Agila（未用） - Bagwis（未用） - Chito（未用） | - Diego（未用） - Elena（未用） - Felino（未用） - Gunding（未用） - Harriet（未用） - Indang（未用） - Jessa（未用） |

由於Juan對菲律賓做成嚴重傷亡，菲律宾大气地球物理和天文管理局宣佈將其從名單中除名。

## 颱風季影響
此列表列出了所有在2010年西太平洋曾經活躍的熱帶氣旋。包括該熱帶氣旋的強度，持續時間，名稱，登陸地點，死亡和破壞。所有破壞都以美元作為單位。括號中的是指間接導致的死亡（如交通意外，或滑坡等等）。
ACE的計算公式：{\displaystyle \sum _{}^{}{\frac {{v_{\mathrm {max} }}^{2}}{10^{4}}},}，單位為{\displaystyle 10^{4}kt^{2}}。
| 风暴名称          | 持续日期                             | 风暴最高强度 | 最大持续风速 | 最低气压 （百帕） | ACE     | 登陆                         | 登陆     | 登陆     | 损失 （百万美元） | 死亡人数 |
| 风暴名称          | 持续日期                             | 风暴最高强度 | 最大持续风速 | 最低气压 （百帕） | ACE     | 地点                         | 时间     | 风速     | 损失 （百万美元） | 死亡人数 |
| ----------------- | ------------------------------------ | ------------ | ------------ | ----------------- | ------- | ---------------------------- | -------- | -------- | ----------------- | -------- |
| 熱帶低氣壓01W     | 1月18日－1月20日                     | 热带低氣压   | 55 km/h      | 1006              | 0       | 越南巴地頭頓省頭頓市         | 1月20日  | 55 km/h  | 0.243             | 3        |
| 奧麥斯 (Agaton)   | 3月21日－3月27日                     | 热带风暴     | 65 km/h      | 998               | 2.0075  | 没有登陆                     | 没有登陆 | 没有登陆 | 0.01              | 0        |
| 熱帶低氣壓        | 4月26日－4月27日                     | 热带低氣压   | N/A          | 1008              | 0       | 菲律賓東達沃省巴岡阿         | 4月26日  | N/A      | 0                 | 0        |
| 熱帶低氣壓        | 4月26日－4月27日                     | 热带低氣压   | N/A          | 1008              | 0       | 菲律賓蘇祿省班吉因吉         | 4月27日  | N/A      | 0                 | 0        |
| 熱帶低氣壓        | 6月3日－6月6日                       | 热带低氣压   | N/A          | 1002              | 0       | 没有登陆                     | 没有登陆 | 没有登陆 | 0                 | 0        |
| 康森 (Basyang)    | 7月11日－7月18日                     | 颱風         | 130 km/h     | 970               | 8.3225  | 菲律賓北甘馬粦省賓松斯       | 7月13日  | 120 km/h | 99                | 11       |
| 康森 (Basyang)    | 7月11日－7月18日                     | 颱風         | 130 km/h     | 970               | 8.3225  | 菲律賓奎松省毛班             | 7月13日  | 120 km/h | 99                | 11       |
| 康森 (Basyang)    | 7月11日－7月18日                     | 颱風         | 130 km/h     | 970               | 8.3225  | 菲律賓巴丹省馬里韋萊斯       | 7月14日  | 110 km/h | 99                | 11       |
| 康森 (Basyang)    | 7月11日－7月18日                     | 颱風         | 130 km/h     | 970               | 8.3225  | 中國海南省三沙市永興島       | 7月15日  | 120 km/h | 99                | 11       |
| 康森 (Basyang)    | 7月11日－7月18日                     | 颱風         | 130 km/h     | 970               | 8.3225  | 中國海南省三亞市吉陽鎮       | 7月16日  | 130 km/h | 99                | 11       |
| 康森 (Basyang)    | 7月11日－7月18日                     | 颱風         | 130 km/h     | 970               | 8.3225  | 越南海防市塗山郡             | 7月17日  | 85 km/h  | 99                | 11       |
| 燦都 (Caloy)      | 7月17日－7月24日                     | 颱風         | 130 km/h     | 970               | 3.5775  | 菲律賓奎松省納卡爾將軍城     | 7月18日  | 55 km/h  | 295               | 12       |
| 燦都 (Caloy)      | 7月17日－7月24日                     | 颱風         | 130 km/h     | 970               | 3.5775  | 中國廣東省湛江市吳川市吳陽鎮 | 7月22日  | 130 km/h | 295               | 12       |
| 熱帶低氣壓        | 7月18日－7月20日                     | 热带低氣压   | 55 km/h      | 1004              | 0       | 日本沖繩縣南城市             | 7月18日  | 55 km/h  | 0                 | 0        |
| 熱帶低氣壓        | 7月24日－7月25日                     | 热带低氣压   | N/A          | 1008              | 0       | 台灣宜蘭縣蘇澳鎮             | 7月24日  | N/A      | 0                 | 0        |
| 熱帶低氣壓        | 7月26日－7月28日                     | 热带低氣压   | 55 km/h      | 1002              | 0       | 没有登陆                     | 没有登陆 | 没有登陆 | 0                 | 0        |
| 熱帶風暴 (Domeng) | 8月3日－8月5日                       | 热带风暴     | 65 km/h      | 997               | 0       | 没有登陆                     | 没有登陆 | 没有登陆 | 0                 | 3        |
| 電母 (Ester)      | 8月6日－8月13日                      | 強烈熱帶風暴 | 95 km/h      | 985               | 2.4225  | 大韓民國全羅南道高興郡       | 8月11日  | 85 km/h  | 42                | 37       |
| 電母 (Ester)      | 8月6日－8月13日                      | 強烈熱帶風暴 | 95 km/h      | 985               | 2.4225  | 日本秋田縣秋田市             | 8月12日  | 75 km/h  | 42                | 37       |
| 蒲公英            | 8月21日－8月25日                     | 热带风暴     | 85 km/h      | 985               | 1.7     | 越南乂安省炉门市社           | 8月24日  | 85 km/h  | 43.6              | 10       |
| 熱帶低氣壓        | 8月26日－8月28日                     | 热带低氣压   | 55 km/h      | 1004              | 0       | 没有登陆                     | 没有登陆 | 没有登陆 | 0                 | 0        |
| 獅子山 (Florita)  | 8月27日－9月4日                      | 強烈熱帶風暴 | 95 km/h      | 985               | 4.2075  | 中國福建省漳州市漳浦縣古雷鎮 | 9月2日   | 85 km/h  | 未知              | 未知     |
| 圓規 (Glenda)     | 8月29日－9月3日                      | 颱風         | 150 km/h     | 960               | 11.5325 | 日本沖繩縣名護市             | 8月31日  | 150 km/h | 58.3              | 29       |
| 圓規 (Glenda)     | 8月29日－9月3日                      | 颱風         | 150 km/h     | 960               | 11.5325 | 大韓民國仁川廣域市江華郡     | 9月2日   | 110 km/h | 58.3              | 29       |
| 南川              | 8月28日－8月31日                     | 热带风暴     | 65 km/h      | 996               | 0.6875  | 中國福建省泉州市惠安縣小岞鎮 | 8月31日  | 65 km/h  | 0                 | 0        |
| 熱帶低氣壓        | 8月29日－8月31日                     | 热带低氣压   | 55 km/h      | 1008              | 0       | 没有登陆                     | 没有登陆 | 没有登陆 | 0                 | 0        |
| 瑪瑙 (Henry)      | 9月1日－9月10日                      | 強烈熱帶風暴 | 95 km/h      | 992               | 2.4725  | 日本長崎縣對馬島             | 9月7日   | 85 km/h  | 未知              | 未知     |
| 瑪瑙 (Henry)      | 9月1日－9月10日                      | 強烈熱帶風暴 | 95 km/h      | 992               | 2.4725  | 日本福井縣敦賀市             | 9月8日   | 65 km/h  | 未知              | 未知     |
| 莫蘭蒂            | 9月6日－9月11日                      | 強烈熱帶風暴 | 100 km/h     | 985               | 2.2825  | 中國福建省泉州市石獅市永寧鎮 | 9月10日  | 100 km/h | 未知              | 未知     |
| 凡亞比 (Inday)    | 9月14日－9月21日                     | 颱風         | 175 km/h     | 930               | 13.03   | 台灣花蓮縣豐濱鄉             | 9月19日  | 150 km/h | 735               | 141      |
| 凡亞比 (Inday)    | 9月14日－9月21日                     | 颱風         | 175 km/h     | 930               | 13.03   | 中國福建省漳州市東山縣陳城鎮 | 9月20日  | 110 km/h | 735               | 141      |
| 馬勒卡            | 9月20日－9月25日                     | 颱風         | 155 km/h     | 945               | 7.3025  | 没有登陆                     | 没有登陆 | 没有登陆 | 0                 | 0        |
| 熱帶低氣壓        | 9月29日－9月30日                     | 热带低氣压   | N/A          | 1008              | 0       | 没有登陆                     | 没有登陆 | 没有登陆 | 0                 | 0        |
| 熱帶低氣壓14W     | 10月5日－10月9日                     | 热带低氣压   | 55 km/h      | 1006              | 0       | 中國海南省三亞市崖城鎮       | 10月5日  | 55 km/h  | 14.9              | 0        |
| 鮎魚 (Juan)       | 10月12日－10月24日                   | 颱風         | 230 km/h     | 885               | 42.195  | 菲律賓伊莎貝拉省伊拉甘       | 10月18日 | 230 km/h | 34                | 69       |
| 鮎魚 (Juan)       | 10月12日－10月24日                   | 颱風         | 230 km/h     | 885               | 42.195  | 中國福建省漳州市漳浦縣深土鎮 | 10月23日 | 95 km/h  | 34                | 69       |
| 熱帶低氣壓        | 10月18日－10月18日                   | 热带低氣压   | N/A          | 1010              | 0       | 没有登陆                     | 没有登陆 | 没有登陆 | 0                 | 0        |
| 暹芭 (Katring)    | 10月20日－10月30日                   | 颱風         | 175 km/h     | 930               | 16.93   | 没有登陆                     | 没有登陆 | 没有登陆 | 很少              | 19       |
| 熱帶低氣壓17W     | 10月20日－10月23日                   | 热带低氣压   | 55 km/h      | 1010              | 0       | 没有登陆                     | 没有登陆 | 没有登陆 | 未知              | 未知     |
| 賈爾              | 10月31日－11月1日                    | 热带低氣压   | 45 km/h      | 1006              | 3.025   | 泰國宋卡府信那空縣           | 11月1日  | 45 km/h  | 0                 | 0        |
| 熱帶低氣壓        | 11月1日－11月6日                     | 热带低氣压   | 55 km/h      | 1006              | 0       | 没有登陆                     | 没有登陆 | 没有登陆 | 0                 | 0        |
| 熱帶低氣壓18W     | 11月12日－11月15日                   | 热带低氣压   | 55 km/h      | 1004              | 0       | 越南廣義省德普縣             | 11月14日 | 55 km/h  | 未知              | 未知     |
| 熱帶低氣壓19W     | 12月12日－12月13日                   | 热带低氣压   | 55 km/h      | 1004              | 0       | 没有登陆                     | 没有登陆 | 没有登陆 | 0                 | 0        |
| 奥梅卡            | 12月18日－12月20日（離開西北太平洋） | 热带低氣压   | 55 km/h      | 998               | 1.0175  | 没有登陆                     | 没有登陆 | 没有登陆 | 0                 | 0        |
| 季节总结          |                                      |              |              |                   |         |                              |          |          |                   |          |
| 32個 熱帶氣旋     | 1月18日－12月20日                    |              | 230 km/h     | 885               | 122.71  | 30次登陆                     | 30次登陆 | 30次登陆 | 1288.053          | 353      |

## 內部連結
- 2010年大西洋颶風季
- 2010年太平洋颶風季
- 2010年北印度洋氣旋季
- 2009－2010年西南印度洋熱帶氣旋季
- 2009－2010年澳洲地區熱帶氣旋季
- 2009－2010年南太平洋熱帶氣旋季
- 2010－2011年西南印度洋熱帶氣旋季
- 2010－2011年澳洲地區熱帶氣旋季
- 2010－2011年南太平洋熱帶氣旋季

## 外部連結
- 聯合颱風警報中心（页面存档备份，存于）
- 中央氣象台-颱風實時路徑顯示
- 中國中央氣象台
- 日本氣象廳熱帶氣旋資訊（页面存档备份，存于）
- 菲律賓大氣地理天文部門熱帶氣旋資訊
- 中央氣象局全球資訊網（页面存档备份，存于）
- 香港天文台熱帶氣旋資訊（页面存档备份，存于）
- 澳門地球物理暨氣象局熱帶氣旋資訊（页面存档备份，存于）
- 熱帶氣旋衛星影像（页面存档备份，存于）
- 數位颱風—熱帶氣旋資料及圖片（页面存档备份，存于）
- ACE（页面存档备份，存于）